# Politisches und Sicherheitspolitisches Komitee
Das Politische und Sicherheitspolitische Komitee (kurz PSK, bis 1999: Politisches Komitee, kurz PK oder POCO; häufig auch CoPS, Comité politique et de sécurité) ist ein Gremium der Europäischen Union, in dem sich einmal im Monat hochrangige Beamte der Außenministerien oder der Ständigen Vertretungen der Mitgliedstaaten in Brüssel treffen. Nach Art. 38 EU-Vertrag unterstützt das PSK die Gemeinsame Außen- und Sicherheitspolitik (GASP) der Europäischen Union. Es verfolgt die internationale Lage im Bereich der Außen- und Sicherheitspolitik und richtet von sich aus oder auf Anfrage Stellungnahmen an den Rat der Europäischen Union. Auch kann das Gremium mit der Kontrolle und Leitung von Krisenbewältigungsoperationen beauftragt werden. Der deutsche Vertreter im PSK ist zurzeit Botschafter Thomas Ossowski. Die österreichische Vertreterin im PSK ist zurzeit Botschafter Martin Hojni.

## Das Politische Komitee bis 1999 (PK)
Die Einrichtung eines Politischen Komitees war erstmals bereits im Davignon-Bericht vorgesehen, der 1970 den Beginn der Europäischen Politischen Zusammenarbeit (EPZ) – also der Koordination der Außenpolitik der EG-Mitgliedstaaten – bildete. Das PK sollte als Scharnier zwischen der politischen Ebene und den Expertengruppen im Bereich der Außenpolitik dienen. Es versammelte die Politischen Direktoren, d. h. die Leiter der politischen Abteilungen, aus den Außenministerien der Mitgliedstaaten sowie den Generaldirektor der Kommission für Politische Außenbeziehungen bzw. einen anderen der vier zuständigen Generaldirektoren.
Die Tätigkeit des Politischen Komitees bestand darin, die EPZ-Aktivitäten zu koordinieren und zu überwachen sowie die Tagungen des Ministerrats vorzubereiten. Aus den vorgesehenen vier Tagungen pro Jahr wurden schnell mehr; zuletzt bildete sich ein monatlicher Rhythmus (ausgenommen der Ferienmonat August) für die Sitzungen heraus. Hinzu kamen Dringlichkeitssitzungen, die innerhalb von 48 Stunden einberufen werden konnten (Teil II, Ziffer 13 des Londoner Berichts von 1981). Allerdings wurde das Politische Komitee erst 1986 mit Art. 30 Abs. 10c der Einheitlichen Europäischen Akte auch in das Vertragswerk der Europäischen Gemeinschaften übernommen.

## Das Politische und Sicherheitspolitische Komitee (PSK) seit 1999
In den späteren Vertragsreformen der Europäischen Union wurde das Politische Komitee im EU-Vertrag verankert, in dem die Europäische Politische Zusammenarbeit nun zur Gemeinsamen Außen- und Sicherheitspolitik (GASP) erweitert wurden. Durch den Vertrag von Amsterdam, der 1997 abgeschlossen wurde und 1999 in Kraft trat, erhielt auch das PK neue Aufgaben und wurde nun in Politisches und Sicherheitspolitisches Komitee umbenannt. Im Vertrag von Nizza erhielt es schließlich seine bis heute gültige Form.
In den neuen Bestimmungen des Vertrags von Amsterdam wurden die Mitglieder des PSK zunächst nicht explizit genannt. Dadurch sollten die Politischen Direktoren der Außenministerien entlastet werden und sich in Routinefragen von anderen Beamten vertreten lassen können. Allerdings ließ der Vertragstext zunächst ebenfalls offen, ob es sich bei den Stellvertretern um Beamte aus den Außenministerien der Hauptstädte oder um Mitglieder der Ständigen Vertretungen der Mitgliedsstaaten in Brüssel. Diese Uneindeutigkeit lässt sich auch auf die Uneinigkeit der Regierungen zurückführen: Während strikt intergouvernemental ausgerichtete Regierungen eher die Entsendung von Mitgliedern der Außenministerien befürworteten, unterstützten die gemeinschaftsoffeneren Länder eine Aufwertung der Ständigen Botschaften, um so eine größere Nähe zu den EU-Institutionen und insgesamt mehr Kohärenz und Kontinuität zu ermöglichen. Im Vertrag von Nizza von 2000 setzte sich schließlich die zweite Gruppe durch; es wurde festgelegt, dass die Mitglieder des PSK aus hohen Beamten oder Botschaftern der EU-Länder bestehen, die in den Ständigen Vertretungen angesiedelt sind.
Das PSK besteht somit aus zwei Formationen: erstens die Stellvertreterzusammensetzung oder „Brüsseler Formation“, die sich aus hohen Beamten oder Botschaftern zusammensetzt und seit der schwedischen EU-Ratspräsidentschaft im ersten Halbjahr 2001 zweimal wöchentlich in Brüssel tagt (mit weiteren Treffen im Bedarfsfall); zweitens die „Hauptstadtzusammensetzung“, in der sich – wie zuvor im PK – die Politischen Direktoren der Außenministerien der Mitgliedstaaten versammeln. In dieser Hauptstadtzusammensetzung finden derzeit zwei bis vier Treffen pro Halbjahr statt, daneben gibt es auch Abstimmungen in kleineren Zirkeln.
Zwischen diesen beiden Formationen gibt es keine klare Arbeitsteilung. In der politischen Praxis beschäftigt sich die Brüsseler Formation vor allem mit Routineangelegenheiten, während sich die Politischen Direktoren auf die Kernfragen der GASP konzentrieren. In der Hierarchie der einzelnen Außenministerien unterstehen die Vertreter des PSK in der Brüsseler Zusammensetzung sowohl dem Politischen Direktor als auch dem Ständigen Vertreter der Regierung. Zur Vorbereitung der Tagungen des PSK dient die Nikolaidis-Gruppe (ähnlich der Mertens bzw. Antici-Gruppe im AStV).
Der Vorsitz im PSK liegt seit der Implementierung des Vertrags von Lissabon nicht mehr bei der im Halbjahresrhythmus wechselnden Ratspräsidentschaft, sondern bei einem Repräsentanten des Hohen Vertreters für die Gemeinsame Außen- und Sicherheitspolitik.

## Aufgaben
Die Aufgaben sind:
1. Vorbereitung der Ministerratstreffen („[…] trägt auf Ersuchen des Rates oder von sich aus durch an den Rat gerichtete Stellungnahmen zur Festlegung der Politiken bei“),
2. Beobachtung der internationalen Lage im Bereich der GASP,
3. Überwachung der Durchführung vereinbarter Politiken,
4. politische Kontrolle und strategische Leitung von Operationen zur Krisenbewältigung, unter Verantwortung des Rates,
5. auf Ermächtigung des Rates im Krisenfall Beschlussfassung hinsichtlich der politischen Kontrolle und strategischen Leitung von Operationen.

In Punkt 1) überschneiden sich die Zuständigkeiten des PSK mit denen des Ausschusses der Ständigen Vertreter (COREPER), in dem sich die Leiter der Ständigen Vertretungen der EU-Mitgliedstaaten zur Vorbereitung von Ratssitzungen treffen. Während der Zeit der Europäischen Politischen Zusammenarbeit hatte sich eine Arbeitsteilung etabliert, nach der die Ministerratstreffen zum Thema der Außenpolitik vom PSK und zu allgemeinen Angelegenheiten der EG von COREPER vorbereitet wurden. Doch bereits hier kam es zu Inkohärenzen und Widersprüchen. Durch den EU-Vertrag sollte COREPER schließlich ab 1992 auch für die Vorbereitung der Gemeinsamen Außen- und Sicherheitspolitik zuständig werden, was zu weiteren Zuständigkeitskonflikten bei der Vorbereitung der Sitzungen des Rats für Allgemeine Angelegenheiten und Außenbeziehungen führte.
Erst nach mehreren Anläufen konnte die Aufgabenverteilung zwischen PSK und COREPER 1993 konkret bestimmt werden: Das PSK behielt seine besondere Rolle bei, muss sie aber mit COREPER teilen, um einen einheitlichen institutionellen Rahmen zu gewährleisten. Dieser Einflussgewinn der Ständigen Vertretungen stieß jedoch besonders bei den Politischen Direktoren nicht auf uneingeschränkte Zustimmung.
Die Aufgaben 4) und 5) des PSK sind erst im Vertrag von Nizza 2000 vertraglich festgehalten worden. Sie stellen eine Befugniserweiterung dar, durch die das PSK im Krisenfall Leitungs- und Kontrollaufgaben übernehmen kann. Hintergrund hierfür ist die Entwicklung der gemeinsamen Europäischen Sicherheits- und Verteidigungspolitik, in der das PSK als Leitungsinstanz gegenüber anderen militärischen Gremien fungieren soll. Allerdings bedürfen die Krisenbefugnisse des PSK einer entsprechenden ausdrücklichen Ermächtigung durch den Rat der EU, der weiterhin die wichtigste Entscheidungsinstanz bildet.

## Formationen
Im Verwaltungsapparat der Europäischen Union wird das PSK insbesondere in den folgenden Bereichen tätig:
- im Militärausschuss der EU (EUMC), über die eine Verbindung zum Führungsstab (EUMS) und den GSVP-Operationen der EU hergestellt wird
- im Komitee, das für die zivilrechtlichen Aspekte der Krisenbewältigung verantwortlich ist (CivCom), welches insbesondere über die Entsendung von nicht-militärischen Einsatzkräften außerhalb der EU befindliche Gebiete entscheidet (Polizeikräfte, Zoll, zivile Schutzkräfte usw.)

Die Vertretung der Mitgliedstaaten der EU über das PSK wird über folgende Gremien gewährleistet:
- die RELEX-Gruppe, in der die 27 außenpolitischen Berater der Ständigen Vertreter bei der EU versammelt sind[3]
- die geographisch-angeordneten Arbeitsgruppen, in welchen die Ständigen Vertreter in Brüssel oder die Hauptstadt-Vertreter versammelt sind. Diese Gruppen entscheiden in Zusammenarbeit mit der Europäischen Kommission über zivile und militärische Angelegenheiten aus den Bereichen der Ersten Säule oder den sogenannten „fusionierten Titeln“ (vornehmlich Entwicklungszusammenarbeit):

1. COASI für Angelegenheiten mit Asien und Ozeanien,
2. COELA für Kandidatenstaaten oder Staaten, die sich im Beitrittsprozess mit der EU befinden,
3. COEST für nicht-europäische Staaten aus Osteuropa oder Zentralasien,
4. COLAT für Lateinamerika,
5. COMAG für den Maghreb und den Maschrek,
6. COMEM für den Nahen Osten und den arabischen und persischen Golf,
7. COSCE für die OSZE,
8. COTRA für transatlantische Angelegenheiten (USA und Kanada),
9. COTEL für Kommunikation,
10. COWEB für den Westbalkan.

- Zu den eigenständigen Arbeitsgruppen des PSK zählen:

1. COARM im Bereich der konventionellen Waffenexporte,
2. COADM im Bereich der Verwaltung und Ausbildung,
3. COCON für konsularische Tätigkeiten
4. CODUN für Abrüstung,
5. COHOM für Menschenrechte,
6. COJUR für völkerrechtliche Angelegenheiten,
7. COMAR im Bereich des Seerechts,
8. COMEP, Ad-hoc-Komitee im Bereich des Nahost-Friedensprozesses,
9. CONOP zur Nichtverbreitung von Waffen,
10. CONUN für Beziehungen zu den Vereinten Nationen,
11. COPLA für Analysen und Vorhersagen,
12. COPRO für das diplomatische Protokoll,
13. COSEC in Sicherheitsfragen,
14. COTER zur Terrorismusbekämpfung.[4]